# Neoclytus scutellaris
Neoclytus scutellaris är en skalbaggsart som först beskrevs av Olivier 1790.  Neoclytus scutellaris ingår i släktet Neoclytus och familjen långhorningar. Inga underarter finns listade i Catalogue of Life.

## Bildgalleri

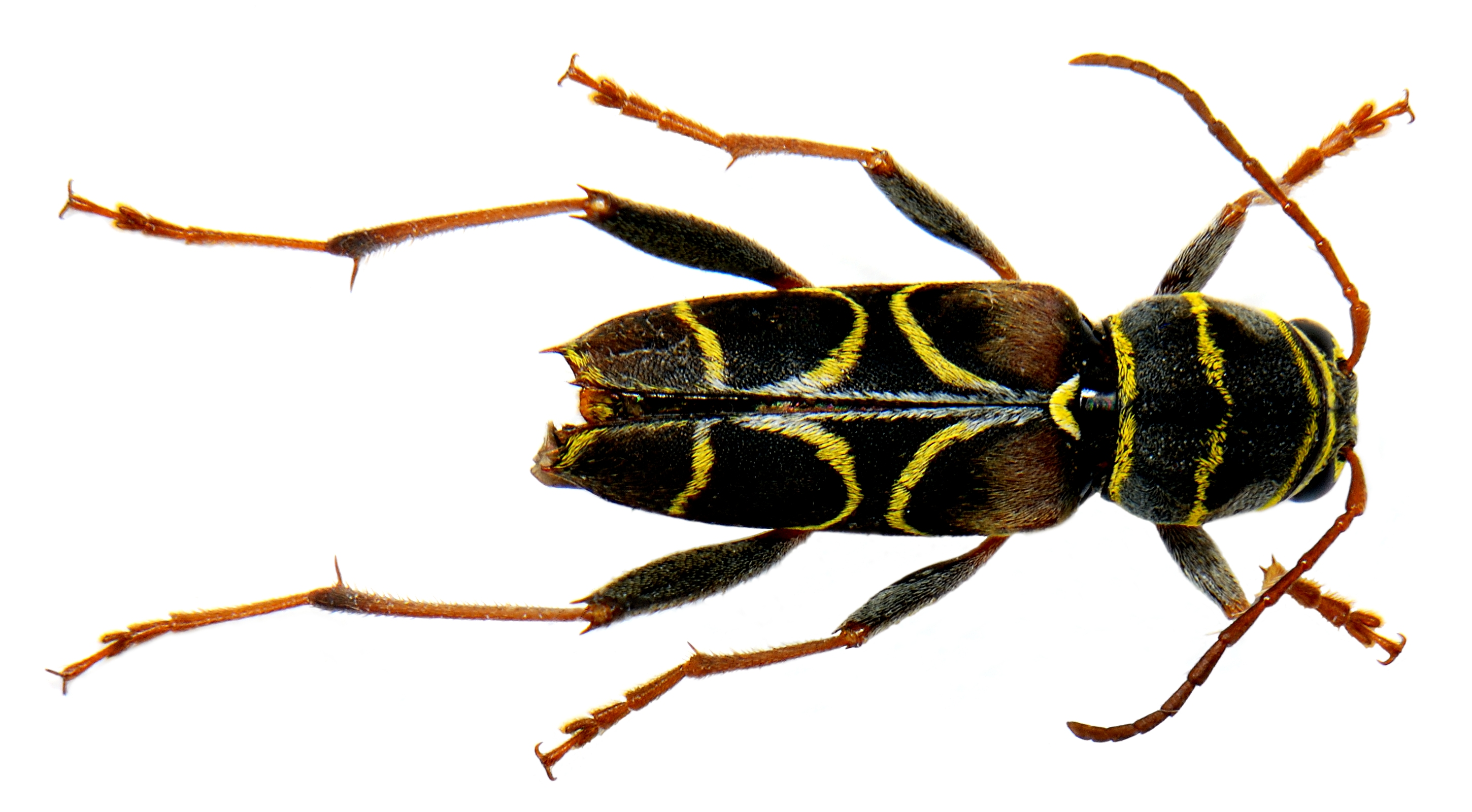
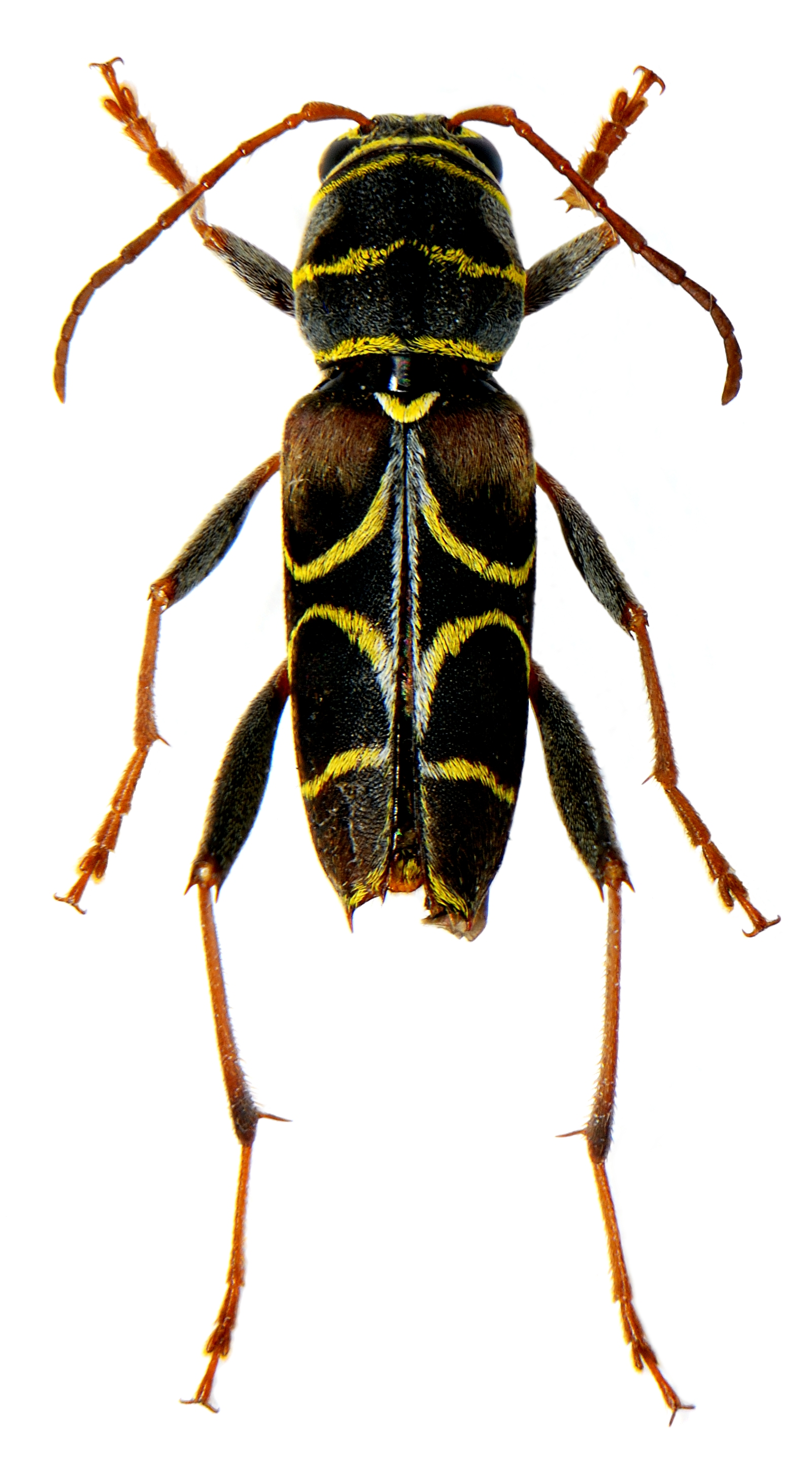